# Daniel Tompkins
Daniel D. Tompkins (n. 21 iunie 1774 la Scarsdale, comitatul Westchester,  New York – 11 iunie 1825) a fost antreprenor, jurist, congressman, cel de-al patrulea guvernator al New York-ului și al șaselea vicepreședinte al Statelor Unite ale Americii. 

## Biografie

### Numele
Botezat Daniel, Tompkins și-a adăugat inițiala "D." în timpul studenției la Universitatea Columbia, pentru a se deosebi de un alt Daniel Tompkins. Se presupune că această inițială ar fi provenit de la Decius (al doilea), dar informația nu este certificată.

### Vicepreședinte
Tompkins a fost ales vicepreședinte odată cu președintele James Monroe în 1816 și a fost reales în 1820, servind două mandate între 4 martie 1817 și 4 martie 1825.
În aprilie 1820 a candidat la funcția de guvernator al New York-ului și a fost înfrânt de DeWitt Clinton (47.447 de voturi Clinton, 45.900 Tompkins).
În 1821 a fost delegat la Convenția statului New York, fiind președintele acesteia.